# Skorpa
Skorpa ou Skárfu en sami du Nord, est une île inhabitée faisant partie de la municipalité de Kvænangen dans le comté de Troms en Norvège.
Elle est connue pour son camp de prisonnier durant la Seconde Guerre mondiale.

## Géographie
Elle est située au centre du fjord Kvænangen au sud de l'île de Spildra.

## Histoire
Les derniers résidents permanent ont quitté l'île dans les années 1980.